# Catedrala Sfântul Mihail din Alba Iulia
Catedrala Romano-Catolică Sfântul Mihail este situată în interiorul cetății Alba Iulia și este cel mai valoros monument de arhitectură romanică și gotică din Transilvania. Lăcașul deține două recorduri: este cea mai veche și totodată cea mai lungă (93 m în ax) catedrală din România. Edificiul este monument istoric, cod LMI AB-II-m-A-00129.

## Istorie și arhitectură
Construcția catedralei a început în secolul al XI-lea, probabil prin anul 1004, odată cu întemeierea Episcopiei Transilvaniei de către regele Ștefan I al Ungariei. În imediata ei vecinătate, a fost descoperită fundația unei biserici în stil bizantin de la mijlocul secolului al X-lea.
La mijlocul secolului al XII-lea au fost ridicate navele transversale ale catedralei. Lăcașul a fost distrus parțial de marea invazie tătară în anul 1242. În prezent această catedrală a fost construită între anii 1246-1291 în stil romanic cu elemente de influență gotică. Edificiul a servit drept catedrală a Episcopiei Transilvaniei, iar de la concordatul interbelic dintre România și Sfântul Scaun servește drept catedrală a Arhiepiscopiei Romano-Catolice de Alba Iulia. În 1277 catedrala a fost arsă de răsculații sași.
În nava laterală de sud se află sarcofagul lui Iancu de Hunedoara, guvernator al Ungariei, cel al fiului său, Ladislau de Hunedoara, iar în nava nordică se află sarcofagul reginei Izabella și cel al lui Ioan Sigismund, primul principe al Transilvaniei și rege (titular) al Ungariei. Tot acolo se află mormântul principesei Henriette Marie von der Pfalz (fiica reginei Elisabeta Stuart) și cel al principelui Sigismund al II-lea Rákóczi⁠(de)[traduceți], soțul Henriettei.
În absida navei laterale nordice se află capela Lazo, unde pot fi observate câteva fresce din epoca Renașterii.

## Fotogalerie

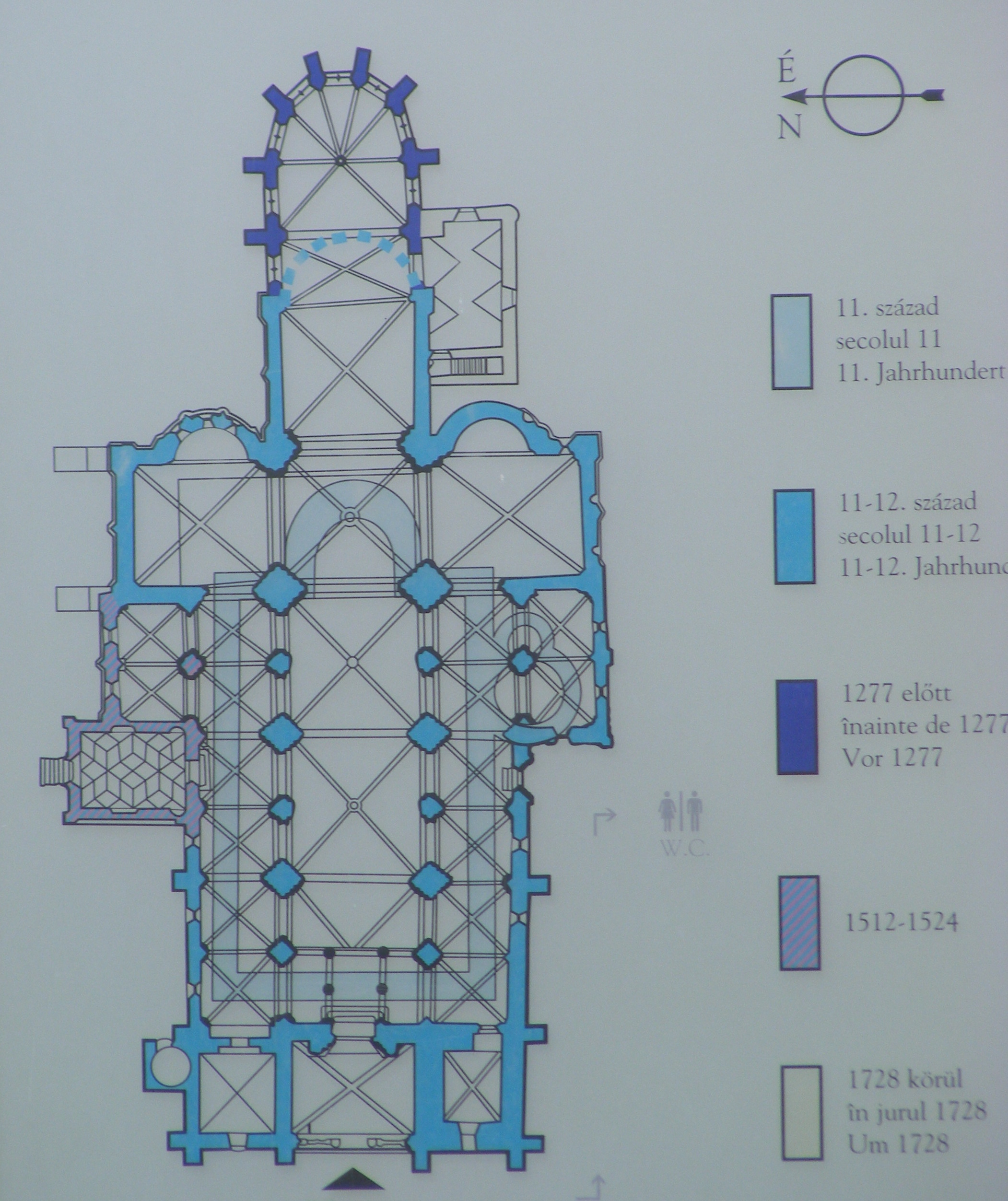
Planul Catedralei
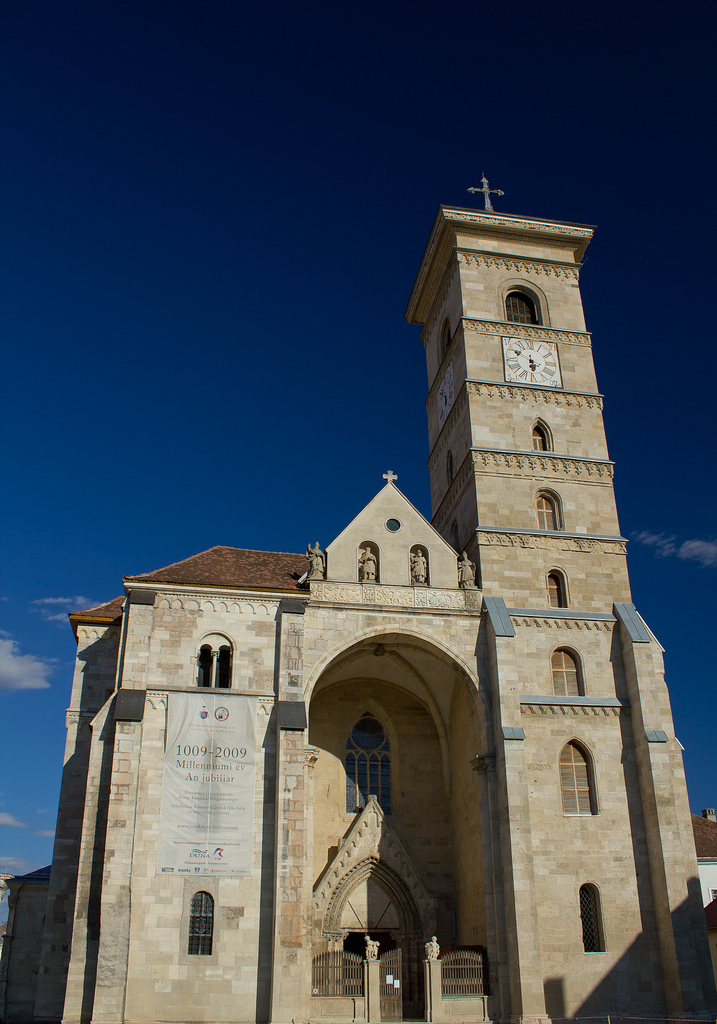
Fațada
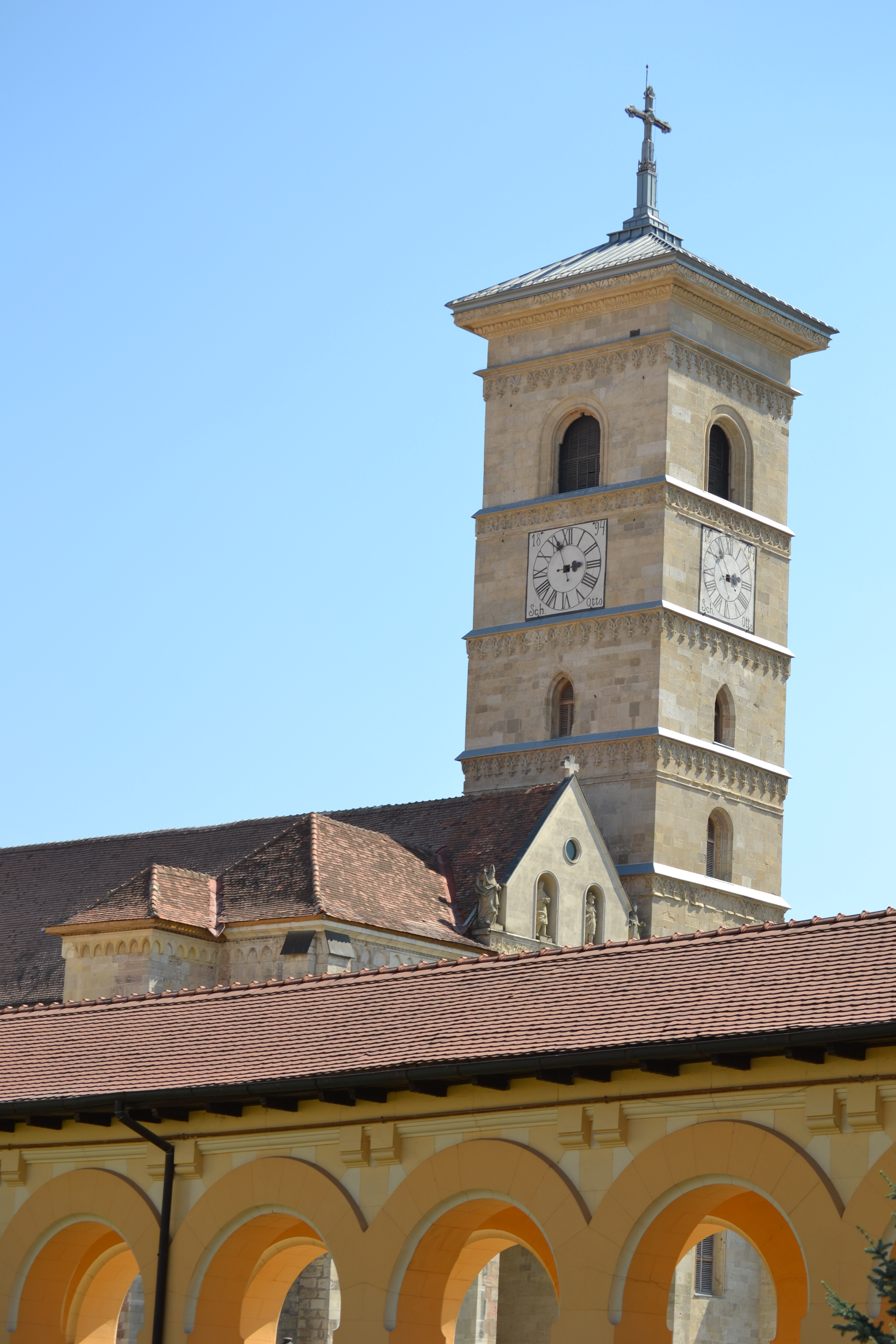
Turla
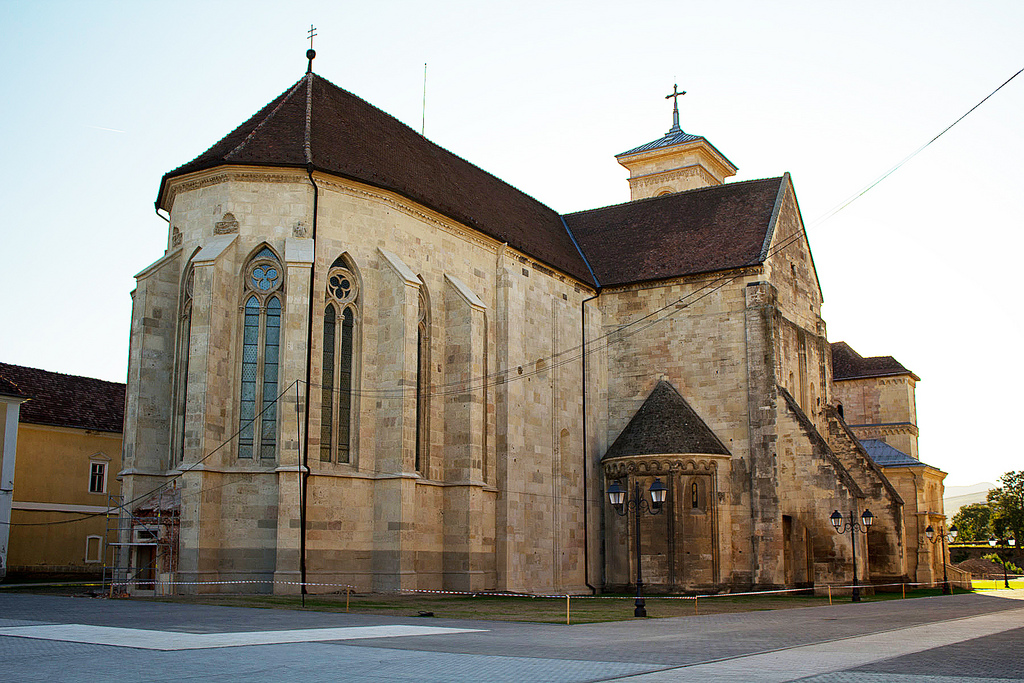
Absida principală
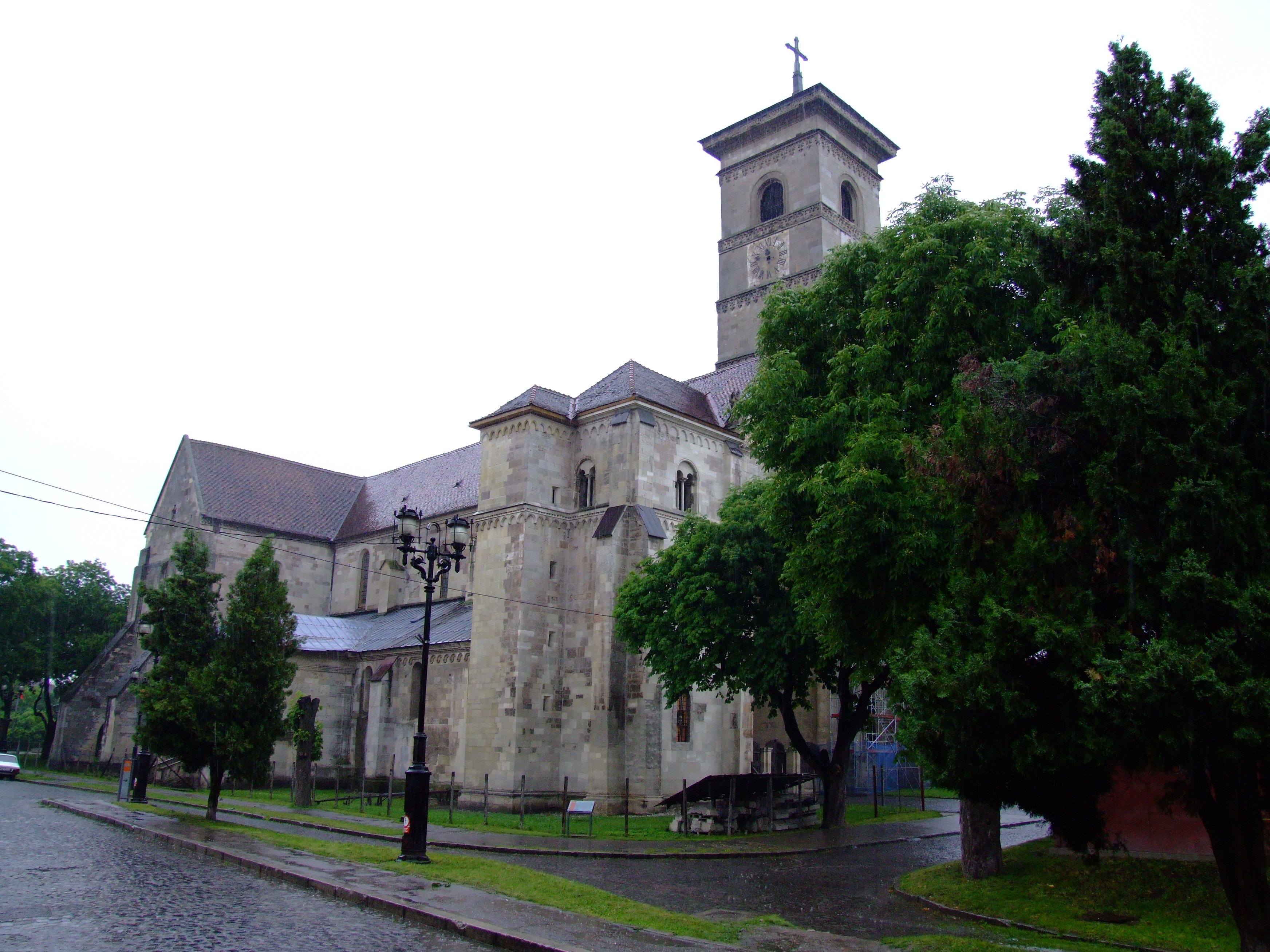
Exteriorul
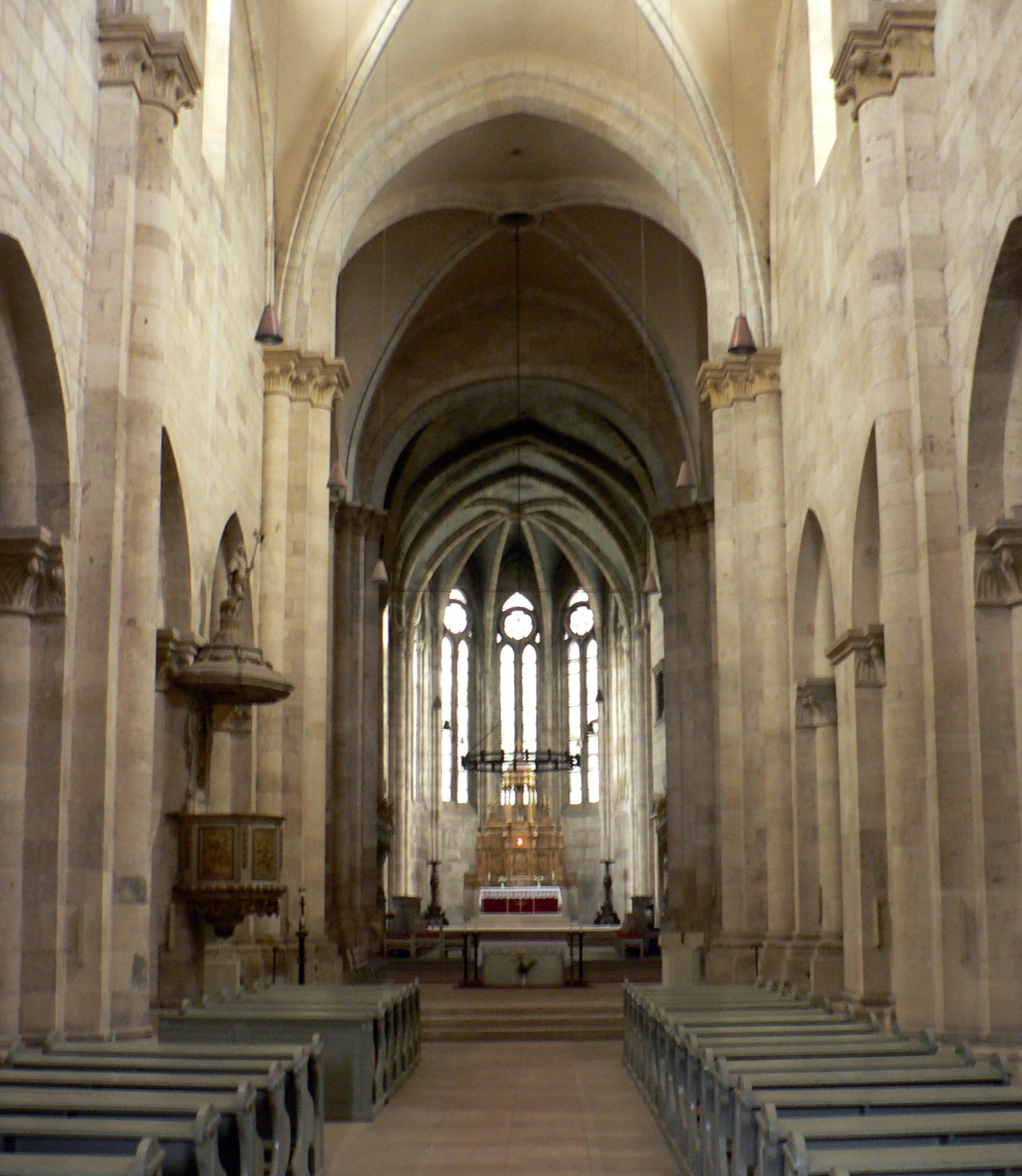
Interiorul
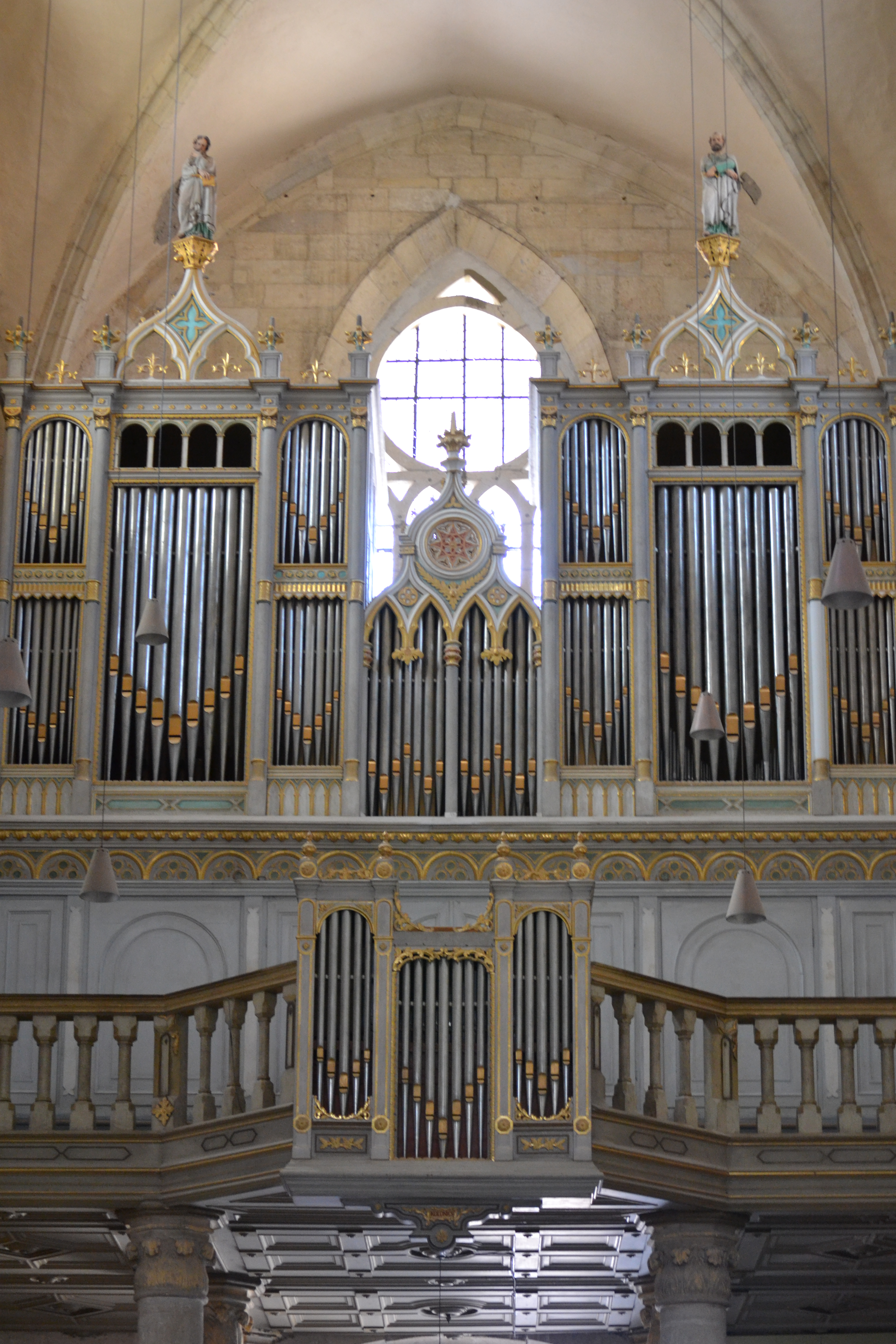
Orga
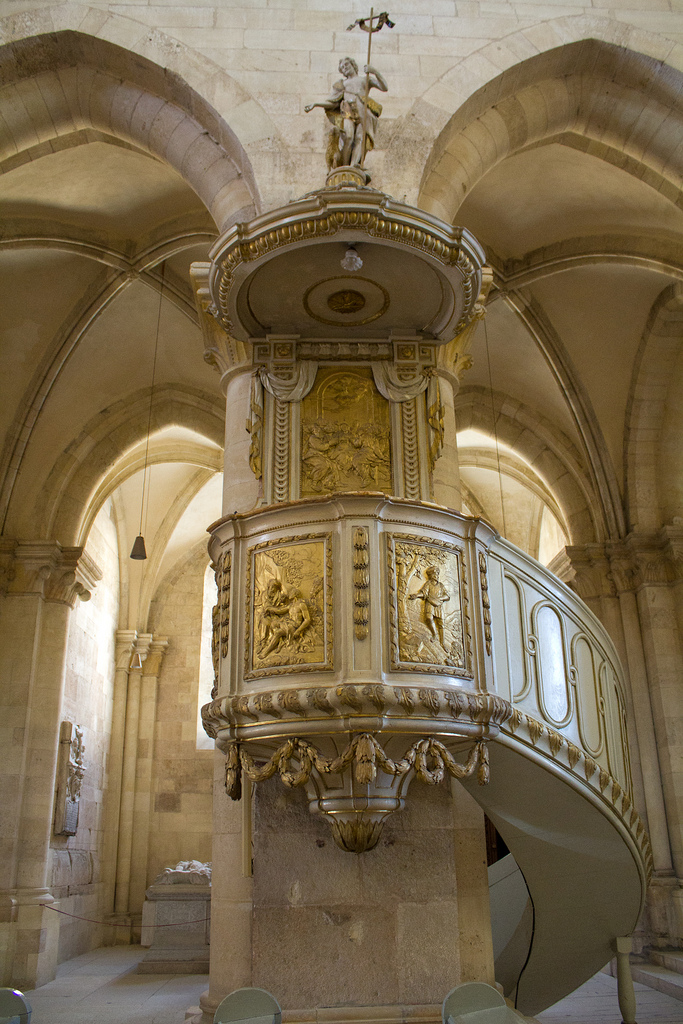
Amvonul
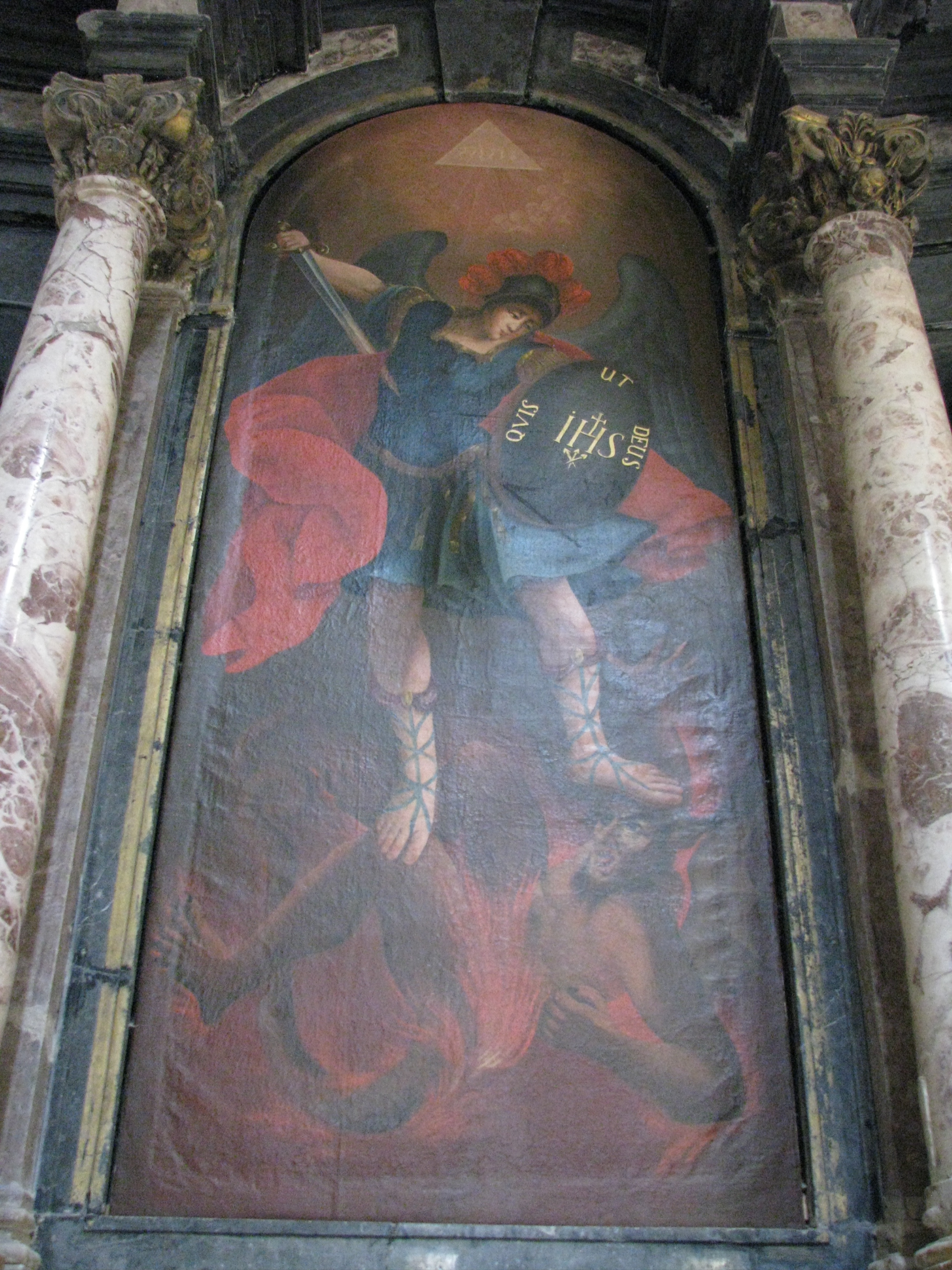
Pictura Sfântului Mihail
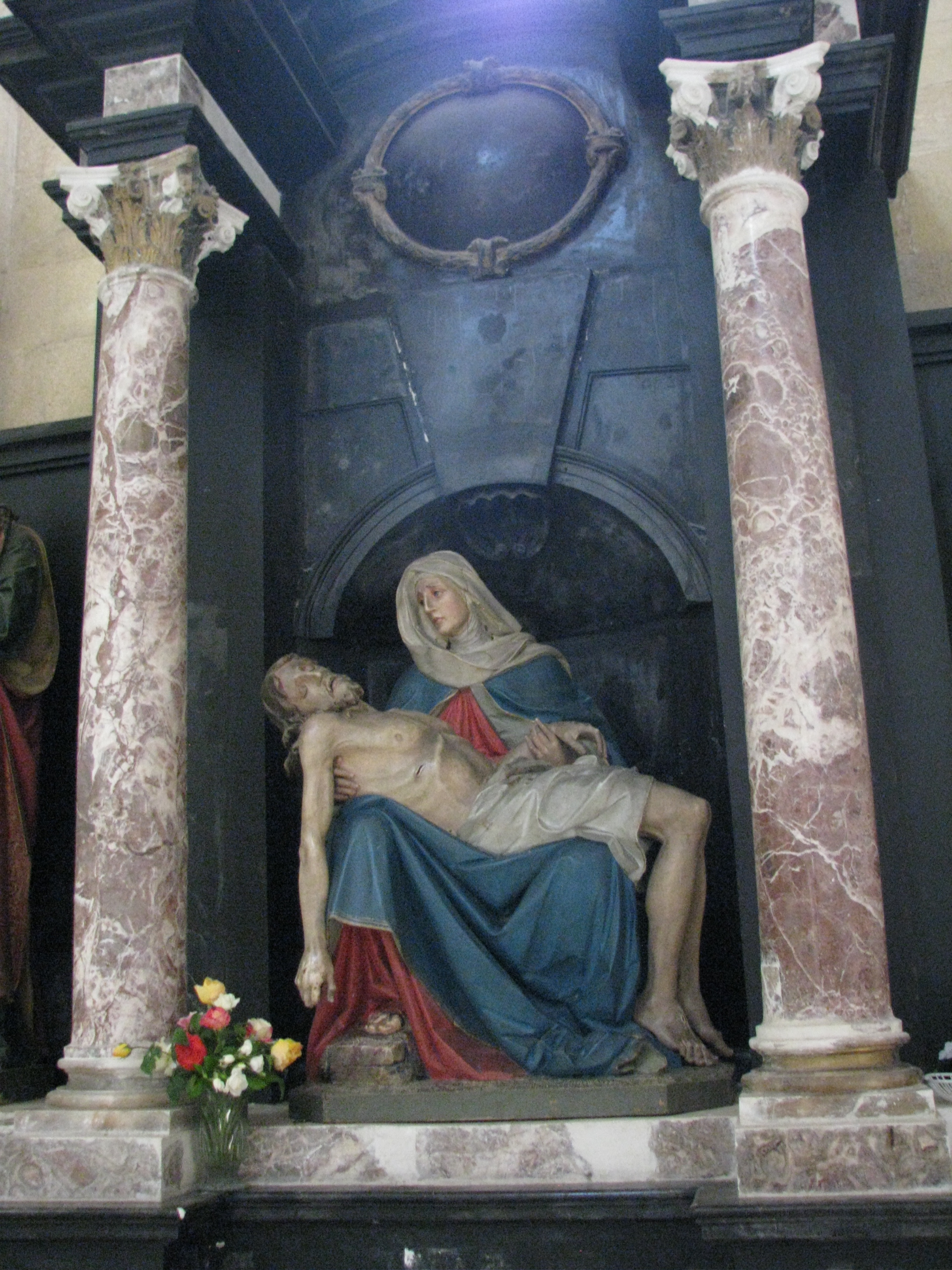
Pietà
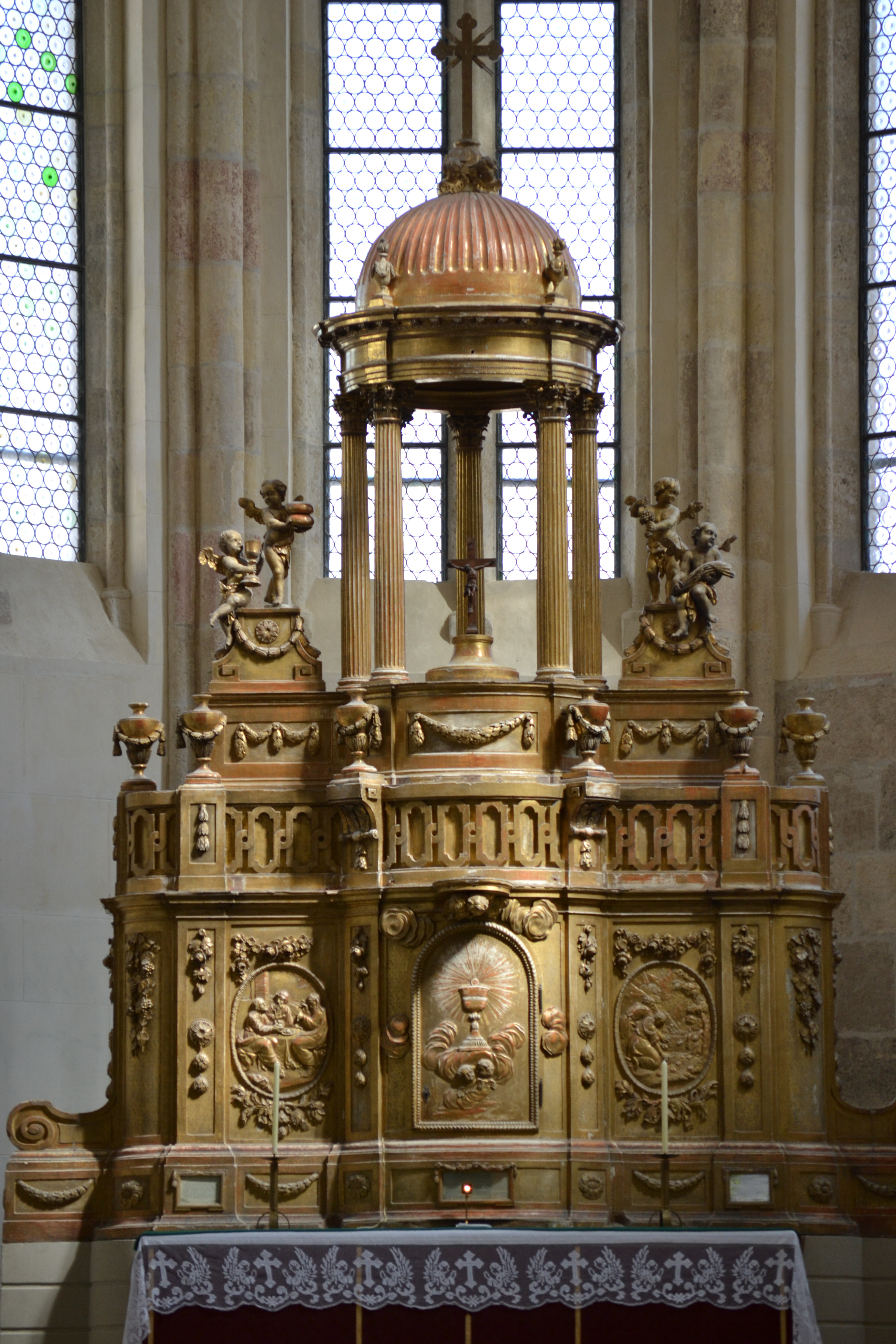
Altarul
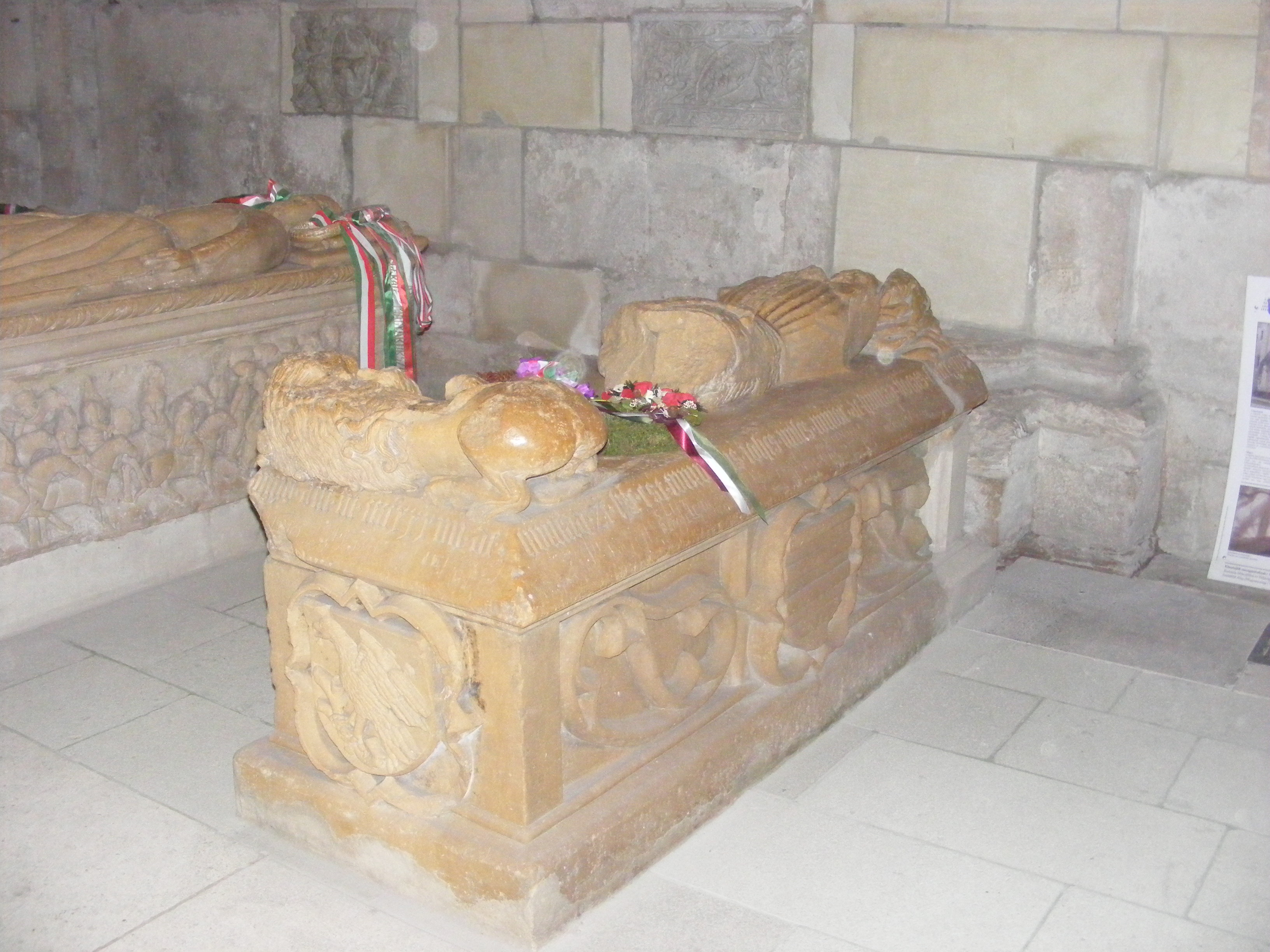
Mormântul lui Iancu de Hunedoara